# Шохин, Шамсиддин
Шамсиддин Мухаммад Шохин (тадж. Шамсиддини Муҳаммад Шоҳин) (1865, Бухара — 1895, Карши) — таджикский поэт, просветитель, последователь Ахмада Дониша.

## Биография
Родился в семье бедного муллы, рано потерял родителей, был взят на воспитание слепым поэтом Зариром Джуйбори, благодаря которому окончил медресе. 
Писать стихи начал с юности, затем стал придворным поэтом бухарского эмира Абдулахада. Служил чиновником для поручений при дворе эмира, чем весьма тяготился.
Умер от чахотки, сопровождая эмира в поездке по стране.

## Творчество
Написал более 12 000 лирических стихов «байтов» (двустиший), прозаическое произведение «Чудеса искусства» (сборник поговорок, афоризмов, кратких сатирических рассказов), два маснави (поэма из двустиший с определенной рифмовкой) — «Лейли и Меджнун» и незаконченный «Дар друзьям».

## Память
В память поэта в 2016 году был переименован Шуроабадский район Хатлонской области Таджикистана.